# NGC 4183
NGC 4183 é uma galáxia espiral (Sc) localizada na direcção da constelação de Canes Venatici. Possui uma declinação de +43° 41' 53" e uma ascensão recta de 12 horas, 13 minutos e 16,8 segundos.
A galáxia NGC 4183 foi descoberta em 14 de Janeiro de 1778 por William Herschel.